# Joaquín Mir

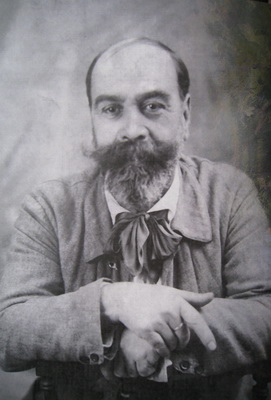
Joaquín Mir (1915)

Joaquín Mir y Trinxet (* 6. Januar 1873 in Barcelona; † 27. April 1940 ebenda), auch bekannt als Joaquim Mir, war ein spanischer Maler, er wird als einer der wichtigsten Vertreter des Post-Modernisme in Katalonien und Spanien angesehen.

## Leben
Joaquín Mir wurde am 6. Januar 1873 in Barcelona geboren. Er studierte an der Escuela de la Llotja, brach das Studium jedoch ab. Er war Teil der Künstlergruppe Colla del Safrà, die sich 1893 zusammenschloss und zu der Isidre Nonell, Ricard Canals, Ramon Pichot, Juli Vallmitjana und Adrián Gual gehörten.  
Im Jahr 1901 zog er nach Mallorca und siedelte sich zunächst in Sa Calobra an, wo er einige seiner bedeutendsten Bilder schuf. Einige seiner Gemälde sind im Museum Es Baluard in Palma de Mallorca ausgestellt. Diese Phase seines Schaffens hatte großen Einfluss auf die Wandmalereien, die er in der Casa Avelino Trinxet in Barcelona ausführte, dem Haus seines Onkels und Mäzens, des Industriellen Avelino Trinxet. In den folgenden Jahren änderte Mir häufig seinen Wohnort. 1903 zog er aus Gesundheitsgründen nach Reus, in der Nähe von Tarragona. 1913 siedelte er aus familiären Gründen nach Mollet del Vallès und 1918 nach Caldes de Montbui um. 1921 heiratete er und ließ sich in Vilanova i la Geltrú südwestlich von Barcelona nieder. 
Mir starb am 27. April 1940 in Barcelona.